# Aldo Brizzi
Aldo Brizzi nascido em 1960, é um compositor e maestro italiano. Na Universidade de Bolonha estudou semiotica com Umberto Eco, musicologia com Lorenzo Bianconi e composição com Franco Donatoni e Aldo Clementi. Formou-se com uma tese de doutorado sobre as "Fontes invisíveis do som". Estudou composição também com Niccolò Castiglioni. Foi aluno de regência de Sergiu Celibidache, Pierre Boulez e Leonard Bernstein.

## Obra

### Prémios
- Venezia Opera Prima – Veneza (Teatro La Fenice) 1981;
- Ano Europeu da Música 1985 – Veneza (Festival d’Automne Paris, WDR, Bienal de Veneza);
- Franco Evangelisti 1986 – Roma;
- Junge Komponisten Forum 1989 – Colônia;
- Troféu Caymmi – Brasil 2004 (para o CD Brizzi do Brasil como melhor disco do ano na categoria especial);
- A. Hepburn Foundation -  USA 2005
- Les Souffleur – Paris 2005 (para o musical Mambo Místico como "melhor música para teatro 2004-05").
- “Beaumarchais” - Paris 2013 para a ópera “Cilégie”
- Karl Marx - Wilde Lieder - Trier-Birmingham 2018

### Cargos
Atualmente é diretor musical do Núcleo de Ópera da Bahia. Já foi diretor principal do Ensemble of Ferienkurse – Darmstadt (1990–1994); do Grupo de Música Contemporânea de Lisboa (1995–1997) e do Akanthos Ensemble (1992-1997).
Brizzi também regeu  a Bamberger Symphoniker, a Orquestra Filamônica de Radio France - Paris, a Orquestra de Câmera de Santa Cecília – Roma, as cordas da Filarmônica de Berlim,a Orquestra Sinfônica Nacional do México, a Orquestra Sinfónica de Porto,  a Filarmônica de Torino, a Orquestra Metropolitana de Lisboa, o Israel Chamber Ensemble, os Kreisler Strings de Londres, o Ensemble Recherche de Friburgo, o Ensemble Itinéraire de Paris, entre outros.

### Cronologia
- Gravou obras de Giacinto Scelsi para Salabert/Harmonia Mundi ("Superchoc de Le Monde de la Musique 1990") e INA/mémoire vive ("Diapason d'or 1993").
- Fez a abertura do World Music Days '93 com um concerto nas Pirâmides de Teotihuacán, México.
- Trabalhou nas revisões da obra para coro e orquestra de Peixinho por encomenda da Universidade Nova de Lisboa em 1996 e 97.
- Em 1998 fez o CD The Labyrinth Trial (Rara Records).
- Concerto multimédia "The Labyrinth Trial" (música, dança, vídeo, light design), em Roma, Madrid, Acqui Terme, Bruxelas, Porto, Salvador, São Paulo (1998-2000).
- Trilhas para teatro: "Le frigo", de Copi, Palais de Chaillot, Paris 1999 e "Les Bonnes" de Jean Genet, Teatro de l'Athénée, Paris 2001 (ambos direitos por Alfredo Arias).
- De 1999 a 2001 foi professor visitante na Universidade Federal da Bahia (UFBA).
- Em 2000 co-produziu o álbum duplo Cristal do grupo Ala dos Namorados (EMI); "Disco de Ouro" em Portugal.
- Trilha sonora para o filme "Tambores e Deuses" de Georg Brintrup, produzido pela WDR & TVE, 2001.
- Turnês com o grupo de percussão brasileiro "Terra em Transe". Entre as principais performances: Milão Piazza del Duomo, Pisa Giardini del Frontone, Veneza, Museu Cacciari em 2001 e o Percpan em Salvador em 2002 com a participação especial de Gilberto Gil, Arnaldo Antunes e Marco Suzano.
- Em 2002 é lançado no Brasil o CD Brizzi do Brasil (Eldorado/Sony Brasil). Canções de Aldo Brizzi interpretadas por Caetano Veloso, Gilberto Gil, Teresa Salgueiro, Tom Zé, Carlinhos Brown, Arnaldo Antunes, Virgínia Rodrigues, Margareth Menezes, Augusto de Campos, Ala dos Namorados e Olodum.
- "Endless Trails", um ciclo de peças com Neela Bagvath (cantora indiana), Wimme Saari (cantor da Lapônia), Trio d'Argent (trio de flautas), Terra em Transe (grupo de percussão brasileiro), eletrônica em surround 7.1 & light design. Estréia no festival 38° Rugissants de Grenoble, com turnês na França em 2002 e apresentações no Fórum Social Mundial de Bombay em 2004.
- 2003 – lançamento do show "Brizzi do Brasil" em temporada em Salvador com a cantora REIS e a participarão especial de Caetano Veloso, Arnaldo Antunes, Virginia Rodrigues, Zeca Baleiro, Margareth Menezes.
- Versão para grupo de câmera do "Spanisches Liederbuch" (Livro de canções Espanholas) de Hugo Wolf. Estréia com a regência do próprio compositor, no Festival de Ludwigsburg.
- 2004 – Lançamento internacional do CD "Brizzi do Brasil" (Amiata Records). A faixa "Mistério de Afrodite" foi selecionada da A. Hepburn Foundation para a compilação Unicef 2005.
- 2004 - turnês e participação em programas de rádio no Brasil e na Europa com o grupo Aço do Açúcar.
- 2005 - realização do CD Aço do Açúcar.
- 2005 - "Mambo Místico" musical de Aldo Brizzi com libreto de Alfredo Arias, Gonzalo Demaria e René de Ceccatty. Co-produzido pelo Teatro Nacional de Chaillot – de Paris, Maison de la Culture de Nantes e pelo Teatro do Gymnase de Marselha. 55 apresentações na França com a participação de Alfredo Arias, Marilù Marini, Raul Paz, Sandra Rumolino, Jacques Hourogné, Alma Rosa, Giorgio Faelli, Reis e Aço do Açúcar.
- 2006 a cantora do grupo Madredeus, Teresa Salgueiro, realiza o álbum Obrigado (EMI - Disco de Platina em Portugal) incluindo duas composições de Aldo Brizzi.
- 2006-07 - Reis & Aldo Brizzi, duo trip hop (voz e eletrônica). Turnês no Brasil, Europa e África do Norte.
- 2007 - Escreveu o arranjo da música "Sem Saída" em parceria com Adriana Calcanhotto para o álbum Maré, lançado um ano mais tarde

- 2009-10 “Mixed Realities” para voz (Reis), eletrônica e interação em tempo real no palco com mundos virtuais e público na internet. Turnês no continente Americano, Europa e África do Norte.

- 2012 “Alter” ópera multimídia sobre o tema da emigração, memória e identidade. Estreia e turnê na França.
- Em 2013, se apresenta, como maestro e arranjador, com Caetano Veloso no Festival de Sanremo.
- Em 2014, estreia a ópera “Gabriel et Gabriel” com a direção de John Dew em Paris e depois apresentada em vários teatros na França.
- Em 2015, realiza o álbum “Vela” para o solista Kientzy (tocando 7 saxofones diferentes) e três orquestras. Cd realizado com a participação do Conservatoire de Blois.
- Em 2016, concertos com a Orquestra e Coro do Teatro Massimo de Palermo no Teatro Grego de Taormina.
- Em 2016, é diretor artístico do Festival Scelsiana de Palermo.
- Em 2017, grava em sistema binaural, em Paris, com o Coro e a Orquestra Filarmônica de Radio France, a música para o filme “O primeiro movimento do imóvel” a ser lançado em 2018.
- Em 2017, como diretor musical do Núcleo de Ópera da Bahia, realiza diversos projetos, como Treemonisha (na nova versão e orquestração do próprio Brizzi), apresentada no Brasil e em Lisboa, o CortêGil e a Ópera Junina em Salvador, a turnê “Preludio”com Gilberto Gil. Nesta turnê Aldo e Gil apresentaram em avant première quatro fragmentos da ópera “Negro Amor”. Sobre a estreia de Preludio, no Barbican em Londres, Brian Clive escreveu no Times: “Uma festa prodigiosa – madeiras e metais foram também parte do espetáculo – onde você deixa a sala esperando que Gil e Brizzi possam trazer uma outra colaboração na cidade quanto antes. Este é um projeto extremamente ambicioso que pertence aquela nobre missão brasileira de apagar as barreiras entre música clássica e popular.”
- Em 2020 estréia a "Ópera dos terreiros", libreto em parceria com Jorge Portugal na Concha Acústica de Salvador Bahia.
- Em 2021 escreve a ópera "Jelin", para 12 cantores solistas e orquestra. Estréia em Alessandria.